# Adem Demaçi
Adem Demaçi est un écrivain et militant politique albanais originaire du Kosovo, né le 26 février 1936 à Pristina (royaume de Yougoslavie) et mort le 26 juillet 2018 dans la même ville.

## Biographie
Enfant, il se rend à une école primaire de Prishtina dispensant un enseignement en langue albanaise, pendant la Seconde Guerre mondiale, alors que le Kosovo faisait partie de l'Albanie. Il a pour enseignante Vezire Selimi. Il a ensuite comme enseignant Kolë Nikaj de Shkodra. Ces deux enseignants ont sculpté en lui l'amour de la patrie albanaise. Après la guerre, alors qu'il est adolescent, Adem Demaçi écrit des contes avec le soutien d'Esad Mekuli, Idriz Ajeti et Zekeria Rexha (sq). Il étudie la littérature mondiale à Belgrade dans le milieu des années 1950.  
Il a cumulé 28 années de prison, réparties en trois différentes peines. La première arrestation, survenue en 1958, intervient du fait de son appel à "s'unir contre l'occupant". La deuxième, intervenant en 1964, survient après la formation du parti "le mouvement révolutionnaire pour l'union des Albanais". Alors que sa troisième et dernière arrestation survient sans qu'il n'ait commis la moindre faute mais simplement par précaution, du fait de ses engagements passés. Adem Demaçi est libéré en 1990, après avoir purgé sa troisième peine d'emprisonnement. Marxiste-léniniste convaincu, influencé par la philosophie hégélienne, il milite d'abord pour l'union des parcelles albanophones d'ex-Yougoslavie à l'Albanie avant de renoncer à cette idée et d'accepter de travailler pour l'indépendance du Kosovo. Pour son engagement en faveur de la minorité albanaise de Yougoslavie il reçoit du Parlement européen en 1991 le prestigieux prix Sakharov . Dans le Kosovo d'après guerre il appelle les minorités nationales à demeurer sur place et estime qu'elles font partie de la richesse du pays. Il est considéré par les habitants du Kosovo comme le «Mandela du Kosovo» pour son temps passé sous les barreaux au nom des droits indépendantistes kosovares. Le président du Kosovo : Hashim Thaçi, décrète un deuil national de trois jours après son décès, le 26 juillet 2018.